# Con Dao nationalpark
Con Dao är en nationalpark på Con Dao-öarna i provinsen Ba Ria-Vung Tau i Vietnam. Parken omfattar en del av huvudön Con Son och det omgivande havet med en del mindre öar. Nationalparken kännetecknas av ett unikt ekosystem. Många arter av koraller och särskilt havssköldpaddan finns här. 2006 gjorde en delegation från Unesco i Vietnam en undersökning och utnämnde denna park till kandidat för att bli ett kombinerat naturligt-kulturellt världsarv. Den vietnamesiska regeringen förbereder nödvändiga dokument för att sända till UNESCO snart. En omstridd asfalterad väg har tidigare föreslagits av de lokala myndigheterna men detta avslogs av regeringen efter protester från miljöaktivister.